# Valero Sanmartí
Valero Sanmartí és el nom d'un personatge fictici identificat amb fotografies de Magnum P.I. amb un pegat a l'ull, com un pirata. Els textos que escriu són bàsicament provocadors atacs a persones destacades, tendències majoritàries i imaginari de Catalunya.
Va començar publicant el blog Jo només follo a pèl, i escrivint per Twitter i Facebook. El 2013 publicà el llibre Jo només il·lumino la catalana terra que és un recull de textos inèdits en el seu estil "perquè els catalans aprenguin a riure's de si mateixos sense complexos".
La seva identitat és controvertida, tot i que en la seva òpera prima Jo només il·lumino la catalana terra es presentà així: "Valero Sanmartí és l'únic messies de la polla bífida. Als anys 90 s'enriqueix traficant amb esclaus agrícoles a Lleida i organitzant timbes il·legals de Warhammer. El 2008 es jubila per dedicar-se a l'erudició, el sexe tirànic i el consum de farlopa. En el temps lliure escriu el revolucionari bloc Jo només Follo a Pèl. Cinc anys més tard, al zenit de la seva fama, mor en estranyes circumstàncies".
L'any 2016 publica Los del sud us matarem a tots que és una novel·la amb una estructura tipus tria la teva aventura ambientada l'any 2032, amb una Catalunya sotmesa als andorrans, una Girona en ruïnes on només viuen vells, una Barcelona convertida en parc d'atraccions per a turistes i unes terres del sud plenes de mutants endogàmics molt enfadats.

## Obra publicada
- Jo només il·lumino la catalana terra.  Ed. Males Herbes, p. 205. ISBN 9788412316506.
- Los del sud us matarem a tots. Primera edició.  Barcelona: Ed. Males Herbes, 2016, p. 245. ISBN 978-84-944699-3-0.